# Galenus
Aelius Galenus sau Claudius Galenus din Pergam (sau Galen, altă variantă: Galenos) (n. 129 - d. 200 sau 216) a fost ultimul mare medic al Antichității. Considerat unul dintre fondatorii anatomiei și farmacologiei, a avut o influență timp de peste un mileniu asupra medicinii ebraice, creștine și musulmane.

## Biografia
Galen s-a născut în Pergam. Tatăl său, un arhitect înstărit, ulterior senator, i-a dat prima educație inițiindu-l în filozofia aristotelică, matematică și științele naturii.
Începând de la 20 de ani, timp de 4 ani își oferă serviciile la templul lui Esculap din Pergam, ca therapeutes ("asistent", "asociat"). Cum însă disecția cadavrelor era interzisă de legile romane, pentru studiul anatomic, el utilizează diverse animale (porci, maimuțe etc.).
În 148 (sau 149), Galenus părăsește Pergam pentru a studia la Smyrna, Corint și Alexandria pentru următorii 12 ani. În 157 se reîntoarce în orașul natal, unde lucrează  3-4 ani ca medic al unei școli de gladiatori. În această perioadă, având de-a face cu tot felul de răni și traume (pe care le numește ferestre către trup), acumulează o bogată experiență.
În 162 se mută la Roma. Aici scrie foarte mult, ține cursuri și își expune cunoștințele de anatomie. Prestigiul său crește și, drept urmare, consulul Flavius Boethius îl face cunoscut la curtea imperială și Galen devine medicul împăratului Marcus Aurelius.
În 166, Galenus se mai întoarce pentru o perioadă la Pergam, urmând ca în 169 să se întoarcă în capitala Imperiului Roman, unde va locui până la sfârșitul vieții.

## Opera
Galenus a fost unul dintre precursorii medicinei și farmacologiei moderne.
Galen a efectuat mai multe operații îndrăznețe, cum ar fi asupra ochiului și creierului, operații ce vor fi reluate abia în zilele noastre, deci două milenii mai târziu!
Astfel, în cazul cataractei, el introducea, în spatele cristalinului, un fel de seringă, pe care o retrăgea ușor pentru a îndepărta opacitatea acestuia. Cea mai mică eroare ar fi condus la orbirea pacientului.
Ajuns la maturitate, datorită reputației câștigate, i se permitea să efectueze testări pe animale vii (vivisecții) sau pe cadavre (disecții). Printre obiectivele urmărite, putem enumera: studiul măduvei spinării și a funcționării rinichilor. Unul din animalele folosite cu predilecție era macacul (Macaca sylvanus, o maimuță specifică Gibraltarului).
Printre descoperirile sale, putem enumera:
- A demonstrat că urina se formează în rinichi, nu în vezica urinară, cum se credea până atunci.
- A identificat corect 7 din cei 12 nervi cranieni.
- A descoperit valvulele inimii.
- A observat faptul că tuberculoza este o boală contagioasă.
- A observat că turbarea poate fi transmisă prin intermediul câinilor.
- A dovedit că prin artere și vene circulă sânge, nu aer.

În ceea ce privește concepțiile sale, Galenus a încercat să se situeze deasupra tuturor școlilor și teoriilor medicale, criticând multe din erorile acestora:
„Îi consider sclavi pe cei care își zic hipocratici sau praxagoreici sau se consideră că aparțin vreunei alte autorități, dar am ales tot ce era mai bun din fiecare școală.”
Galenus a fost unul dintre promotorii metodei experimentale în cadrul investigației medicale. El recomandă tutror medicilor să practice disecția, atât ca modalitate de a face noi descoperiri, cât și în vederea îmbunătățirii abilităților chirurgicale.
Totuși, rămâne tributar teoriei celor patru umori: sânge, bilă, limfă și splină. Le considera influențate de cele patru elemente: aer, pământ, foc, apă. Omul ar avea patru temperamente, iar boala ar fi cauzată de dezechilibrul celor patru.

## Scrieri

Galenou Apanta, 1538

Galenus ne-a lăsat cel puțin 500 de texte. S-a străduit să întocmească o enciclopedie a cunoștințelor timpului său.
Deși o parte din operele sale au fost distruse, au mai rămas peste secole:
- 83 de tratate;
- 19 tratate, a căror paternitate nu este sigură;
- 45 tratate apocrife;
- 19 fragmente;
- 15 comentarii asupra lui Hippocrate.

Aceste lucrări au fost păstrate și îngrijite de intelectuali creștini (Constantin Africanul, secolul al XI-lea), musulmani (cum ar fi Averroes, secolul al XII-lea) sau evrei.
A scris de asemenea Despre propriile sale cărți în care arăta cum operele sale pot fi distinse de opere false publicate de alții sub numele său (pseudepigrapha).

## Influențe asupra posterității
Traducerea în arabă a operelor lui Galenus, efectuată de către Hunayn ibn Ishaq, a creat un model, un standard pentru medicina islamică. Arabii îl privesc cu respect pe marele învățat grec, iar lucrarea lui Al-Razi, Îndoieli asupra lui Galen, precum și scrierile savantului arab, Ibn al-Nafis (1213 - 1288), toate acestea duc la concluzia că teoriile și conceptele lui Galen nu trebuie privite ca un sistem dogmatic, ci ca o bază pentru cercetări ulterioare.
Influența lui Galen asupra medicinei europene și autoritatea teoriilor sale au dăinuit 15 secole după moartea sa. Abia Andreas Vesalius (1514 - 1564) și William Harvey (1578 - 1657) au fost primii care au început să aibă atitudini critice și să evidențize limitele și erorile lui Galen.
Modul cum astăzi medicii iau pulsul face parte din practica medicală a lui Claudius Galenus.